# Чорна (Молдова)
Чорна (рум. Ciorna) — село в Резинском районе Молдовы. Наряду с сёлами Бошерница и Стохная входит в состав города Резина.

## География
Село расположено на высоте 49 метров над уровнем моря. Между селом и г.Резина по долине протекает река Чорна (длина реки - 42 км, площадь бассейна - 294 кв.км.), впадающая в Днестр.

## Население
По данным переписи населения 2004 года, в селе Чорна проживает 1202 человека (564 мужчины, 638 женщин).
Этнический состав села:
| Национальность | Число жителей | Процентный состав |
| -------------- | ------------- | ----------------- |
| молдаване      | 1175          | 97,75             |
| румыны         | 10            | 0,83              |
| украинцы       | 7             | 0,58              |
| русские        | 7             | 0,58              |
| цыгане         | 1             | 0,08              |
| прочие         | 2             | 0.17              |
| Всего          | 1202          | 100 %             |